# Filippo di Harvengt
Filippo di Harvengt, o, in francese, Philippe de Harveng (Mons, dopo il 1100 – 1183), fu un canonico regolare premostratense e un teologo francese del XII secolo.

## Biografia
Nacque a Harvengt, vicino a Mons, entrò come canonico norbertino nell'abbazia di Bonne-Espérance, abbazia belga situata vicino a Cambrai e ne fu abate dal 1130-1131. Fu anche un brillante intellettuale, infatti a lui sono attribuite varie lettere a carattere teologico, dei commentari al Cantico dei cantici, delle agiografie e dei trattati ascetici, pubblicati per la prima volta nel 1621.
Si sa che Filippo de Harvengt ebbe una disputa con Bernardo di Chiaravalle in occasione del trasferimento di un religioso dall'abbazia di Bonne-Espérance all'abbazia cistercense. Quest'incidente convinse i superiori di Filippo ad espellerlo dalla comunità nel 1148. Ma, tre anni più tardi, tornarono sulla decisione presa e lo discolparono. Nel 1152, Filippo de Harvengt rientrò nel monastero
Nei suoi scritti Filippo illustra le sue idee, in quel tempo il monastero non era più l'unico centro di cultura perché si erano formate le scuole vescovili e le università e lui intervenne proprio sul problema di quali siano i luoghi più adatti per la preparazione culturale e religiosa. Harvengt non ebbe dubbi: era il monastero il luogo ideale per la formazione di un chierico, non era più in discussione se si doveva arrivare ad una scienza ma quali erano il modo e il luogo migliore per apprenderla.

## Opere
- Commentaria in Cantica Canticorum;
- Responsio de salute primi hominis;
- Responsio de damnatione Salomonis;
- De institutione clericorum;
- Vita beati Augustini;
- Passio S. Salvii;
- Vita S. Foilani;
- Vita S. Gisleni;
- Vita B. Landelini;
- Vita B. Odae virginis;
- Sermo in Natali S. Augustini episcopi;
- Sermo de translatione beatissimi Augustini episcopi; Epistolae.